# James Graham (tirador olímpic)
James Robert "Jay" Graham (Long Lake, Illinois, 12 de febrer de 1870 – Long Lake, 18 de febrer de 1950) va ser un tirador estatunidenc que va competir a començaments del segle xx.
El 1912 va prendre part en els Jocs Olímpics d'Estocolm, on disputà dues proves del programa de tir. Guanyà la medalla d'or en ambdues competicions: la fossa olímpica per equips i la prova individual.
Poc després dels Jocs passà al professionalisme.